# SN 1997bo
SN 1997bo – supernowa typu II odkryta 3 kwietnia 1997 roku w galaktyce A121952+0743. W momencie odkrycia miała maksymalną jasność 16,10m.